# Old Mill Creek, Illinois
Old Mill Creek là một làng thuộc quận Lake, tiểu bang Illinois, Hoa Kỳ. Năm 2010, dân số của làng này là 178 người.

## Dân số
Dân số qua các năm:
- Năm 2000: 251 người.
- Năm 2010: 178 người.